# 竇庠
竇庠（約766年—約828年），字冑卿，京兆府金城縣人，唐朝官員、詩人。郡望扶風平陵縣（今陝西咸陽西北）。竇叔向之子，竇羣之弟。

## 生平
父竇叔向有詩名。早年随长兄窦常隐居广陵。贞元末应进士下第，任商州从事，授国子主簿。永贞元年（805年），韩皋镇守武昌，聘为节度推官，权知岳州。元和三年（808年），韓皋移镇潤州，竇庠亦随往，任殿中侍御史。與其四兄弟窦常、窦牟、窦羣、窦巩俱以诗名震一時。长庆四年（824年）後升迁為信州刺史，三年後轉婺州，卒於任上，年六十三。禇藏言编庠五兄弟诗为《窦氏联珠集》，今存。